# Gimme Shelter (album van The Rolling Stones)
Gimme Shelter is een compilatiealbum van The Rolling Stones, uitgegeven in 1971 door Decca Records. Kant 2 van het album is live opgenomen in de Royal Albert Hall in Londen. Deze liveversies waren nog nooit uitgegeven in Engeland.

## Nummers
Alle nummers zijn geschreven door Mick Jagger en Keith Richards tenzij anders is aangegeven.
Kant 1:
1. Jumpin' Jack Flash
2. Love in Vain (Robert Johnson)
3. Honky Tonk Women
4. Street Fighting Man
5. Sympathy for the Devil
6. Gimme Shelter

Kant 2 (live)
1. Under My Thumb
2. Time Is on My Side (Norman Meade)
3. I've Been Loving You Too Long (Otis Redding/John Butler)
4. Fortune Teller (Naomi Neville)
5. Lady Jane
6. (I Can't Get No) Satisfaction